# Cheval - Volonté de rocher

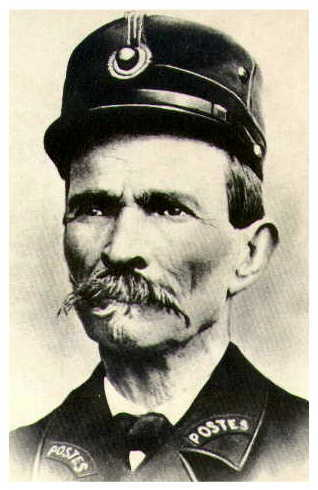
Ferdinand Cheval

Cheval – Volenté de rocher is het studioalbum van Isildurs Bane uit 1989. Isildurs Bane kwam na de albums met muziek geïnspireerd op J.R.R. Tolkiens boeken, met een instrumentaal album dat teruggrijpt op de levenswandel van Ferdinand Cheval, een postbode die zijn eigen kasteel bouwde. Ook de muziek verschilt met de vorige twee albums; de progressieve rock kwam terug en de jazzy structuren verdwenen. De band zat in mei en juni 1989 in de geluidsstudio Svenska Vidifon in Lund om het album op te nemen, stemmen werden elders opgenomen (Studio Bäst). Een enkel tekstfragment dat te horen is voert terug op teksten die te zien zijn in Chevals Le Palais Idéal.

## Musici
- Mats Johansson – toetsinstrumenten
- Fredrik Janáček – basgitaar, stem
- Jan Severinsson – toetsinstrumenten, vibrafoon/marimba
- Kjell Severinsson – drumstel, percussie
- Bengt Johansson – percussie, EWI

Met 
- Janne Schaffer (oud-gitarist van ABBA) en Tommy Nilsson  - gitaar
- Martin Jänssen, Kina Svensson, Ika Nord, kinderen – stemmen
- Björn Jäson Lindh – dwarsfluit
- Hallandsensemblen - kamerorkest

## Muziek
| Nr. | Titel                            | Duur  |
| --- | -------------------------------- | ----- |
| 1.  | Initiation (Mats Johansson)      | 5:00  |
| 2.  | The find (Mats Johansson)        | 1:27  |
| 3.  | The interpreter (Mats Johansson) | 11:52 |
| 4.  | 33 years (Mats Johansson)        | 8:42  |
| 5.  | The ciceron (Mats Johansson)     | 4:42  |
| 6.  | The aged (Mats Johansson)        | 5:40  |
| 7.  | Present (Mats Johansson)         | 2:00  |
| 8.  | The 8th wonder (Mats Johansson)  | 1:59  |